# Myntsedlar

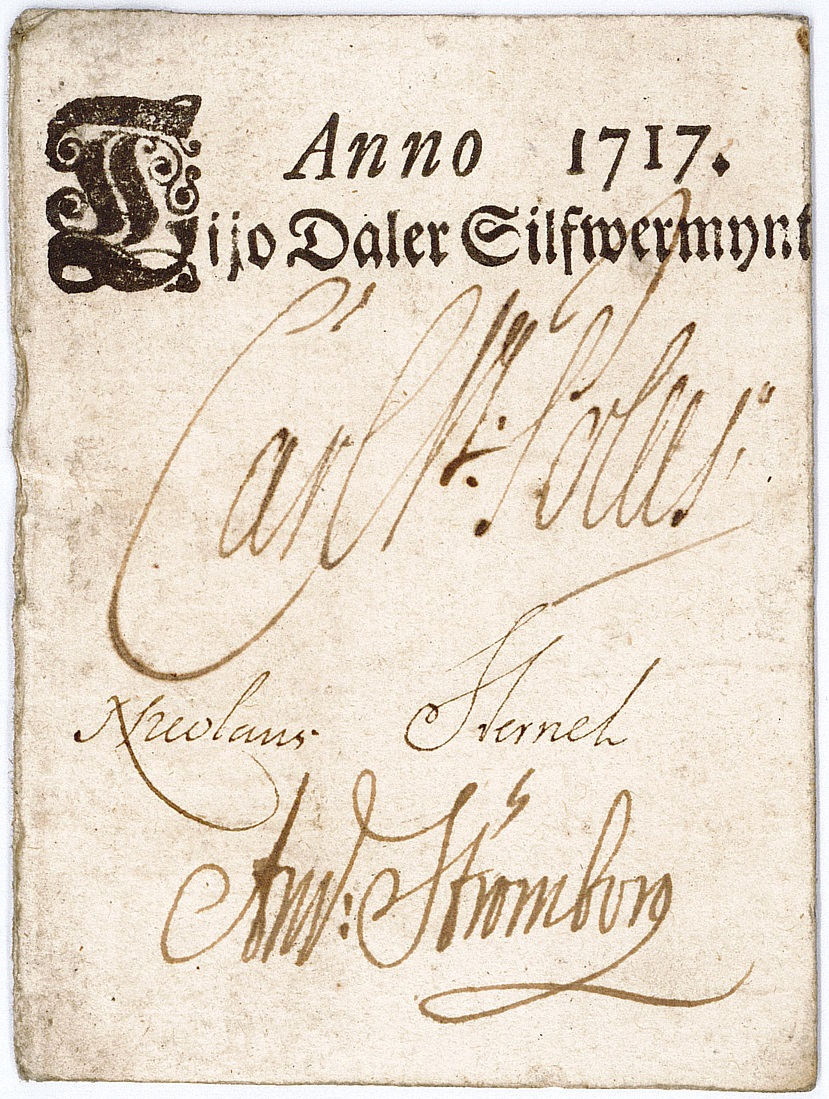
Myntsedel på 10 daler silvermynt.

Myntsedlar var en en sorts statsobligationer som på kungligt påbud gavs ut av kontributionsränteriet 1716 och 1717. År 1716 gavs en myntsedel på 25 daler silvermynt ut och efter ett nytt påbud den 3 januari 1717 två myntsedlar på 10 samt 5 daler silvermynt. De gavs ut då de tidigare så kallade ständernas obligationer inte väckt någon större efterfrågan hos allmänheten, delvis till följd av sina höga valörer (100, 1 000, 5 000 och 10 000 riksdaler specie).
I motsats till ständernas obligationer var det ingen ränta på myntsedlarna och de saknade inlösningstid. Detta tillsammans med att de gavs ut i obegränsad mängd ledde till att de snart förlorade allt värde.
Enligt kungens förordning den 23 april 1719 skulle de inlösas till hälften av det nominella värdet. På samma sätt som i den nämnda förordningen föreskrevs om inlösningen av mynttecken.

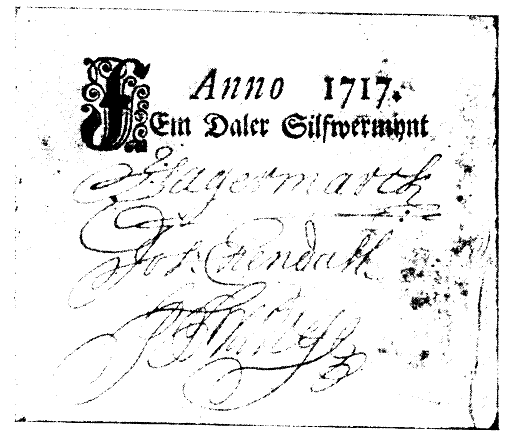
Myntsedel på 5 daler silvermynt
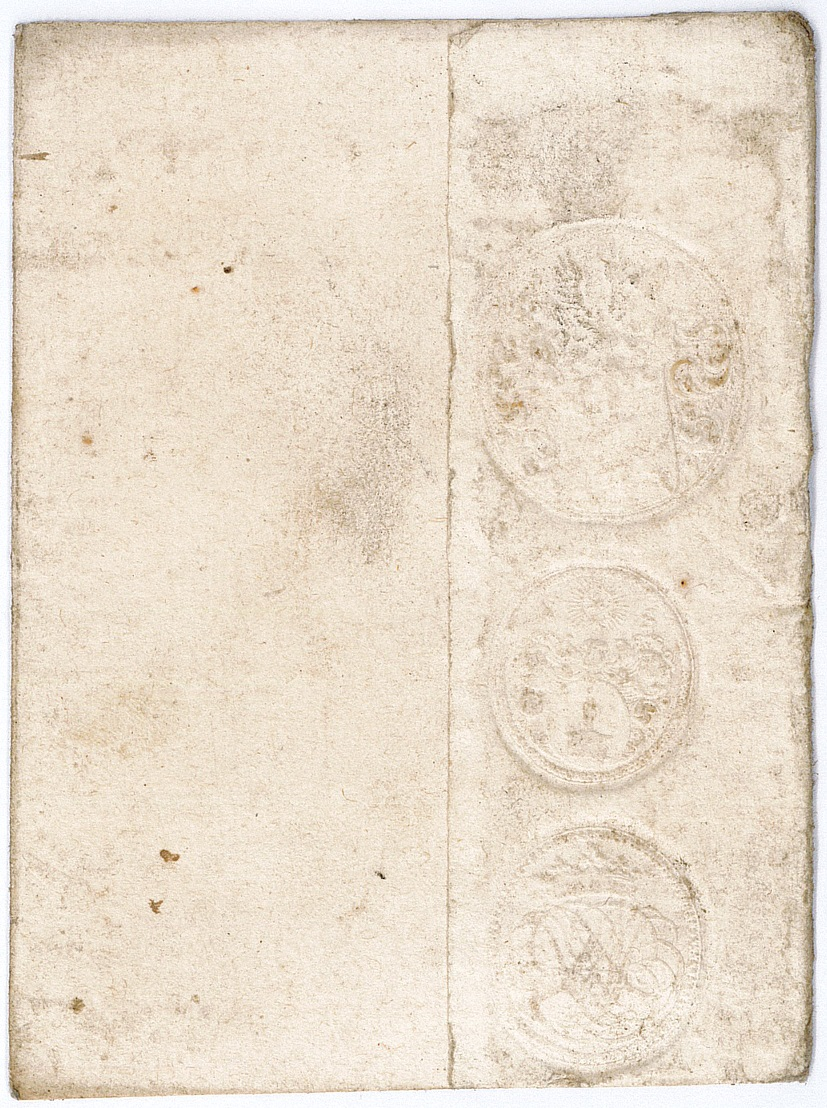
Myntsedel på 10 daler silvermynt.